# Nagroda Jerozolimska
Nagroda Jerozolimska (w pełnym brzmieniu Jerusalem Prize for the Freedom of the Individual in Society) jest nagrodą literacką przyznawaną co dwa lata pisarzowi, którego dzieła dotykają problemów ludzkiej wolności, społeczeństwa, polityki czy problemów sprawowania władzy. Przyznawana jest w czasie targów książki Jerusalem International Book Fair, przy odbiorze nagrody laureat zwyczajowo wygłasza przemówienie.

## Laureaci
- 2021: Julian Barnes[1]
- 2019: Joyce Carol Oates[2]
- 2017: Karl Ove Knausgård[3]
- 2015: Ismail Kadare
- 2013: Antonio Muñoz Molina
- 2011: Ian McEwan
- 2009: Haruki Murakami
- 2007: Leszek Kołakowski
- 2005: António Lobo Antunes
- 2003: Arthur Miller
- 2001: Susan Sontag
- 1999: Don DeLillo
- 1997: Jorge Semprun
- 1995: Mario Vargas Llosa
- 1993: Stefan Heym
- 1991: Zbigniew Herbert
- 1989: Ernesto Sábato
- 1987: J.M. Coetzee
- 1985: Milan Kundera
- 1983: V.S. Naipaul
- 1981: Graham Greene
- 1979: Isaiah Berlin
- 1977: Octavio Paz
- 1975: Simone de Beauvoir
- 1973: Eugène Ionesco
- 1971: Jorge Luis Borges
- 1969: Ignazio Silone
- 1967: André Schwarz-Bart
- 1965: Max Frisch
- 1963: Bertrand Russell